# Epipogium
Epipogium es un género de orquídeas terrestres. Tiene tres especies. Es originario de las regiones templadas de Eurasia, Norte de África y sudoeste del Pacífico.

## Características
Son orquídeas con crecimiento simpodial especializadas que tienen un patrón de crecimiento lateral en el que la yema terminal muere. El crecimiento continúa por el desarrollo de nuevos brotes o los de años anteriores (como en el género Cattleya o Cymbidium).
La base del tallo es epífita simpodial , o en algunas especies, esencialmente todo el tallo puede estar engrosado para formar lo que se llama un pseudobulbo, donde contienen reservas de alimentos para los períodos secos. En su extremo aparecen una o dos hojas, o, a veces, cuatro o más.
En climas cálidos y húmedos, muchas orquídeas terrestres no necesitan pseudobulbos.

## Taxonomía
El género fue descrito por J.F.Gmel. ex Borkh. y publicado en Tentamen Dispositionis Plantarum Germaniae 139. 1792.

## Especies  deEpipogium
- Epipogium aphyllum  Sw. (1814)
- Epipogium japonicum  Makino (1904)
- Epipogium roseum  (D.Don) Lindl. (1857)[1]